# Федоренко Аріадна Никифорівна
Федоренко Аріадна Никифорівна (* 19 жовтня 1922, Житомир — † 30 липня 1993, Київ) — радянська і українська звукооператорка.

## Життєпис
Народилася 1922 р. в м. Житомирі в родині службовця.
Закінчила Ленінградський інститут кіноінженерів (1945).
Працювала на студії «Советская Беларусь» (1945—1946), на Київській кіностудії художніх фільмів ім. О. П. Довженка (1946—1978).
Була членкинею Спілки кінематографістів України.
Померла 30 липня 1993 р. в Києві.

## Фільмографія
Оформила стрічки:
- «Запорожець за Дунаєм» (1953)
- «Мати» (1955)
- «Павло Корчагін» (1956)
- «Народжені бурею» (1957)
- «Повість наших днів» (1958)
- «Лілея» (1959)
- «Далеко від Батьківщини» (1960)
- «Артист із Коханівки» (1961)
- «Здрастуй, Гнате!» (1962)
- «Срібний тренер»
- «Бджоли і люди» (1963)
- «Лушка» (1964)
- «Гадюка» (1965)
- «Знайомство» (1966)
- «Циган» (1967)
- «Розвідники» (1968)
- «Весільні дзвони» (1968)
- «Та сама ніч» (1970)
- «Бумбараш» (1971, т/ф)
- «Місце спринтера вакантне» (1976)
- «Від і до» (1976)
- «За п'ять секунд до катастрофи» (1977) та ін.